# Miss Terra 2002
Miss Terra 2002, seconda edizione di Miss Terra, si è tenuta presso il Folk Arts Theater di Pasay nelle Filippine il 29 ottobre 2002. L'evento è stato presentato da Marc Nelson e trasmesso da ABS-CBN, Star World e The Filipino Channel. Džejla Glavović, rappresentante della Bosnia ed Erzegovina è stata inizialmente incoronata Miss Terra 2002, ma poi detronizzata e sostituita dalla keniota Winfred Adah Omwakwe.

## Risultati

### Piazzamenti
| Risultato finale | Concorrente |
| ---------------- | --- |
| Miss Terra 2002  | - Bosnia ed Erzegovina - Džejla Glavović Detronizzata il 28 maggio 2003 |
| Miss Aria        | - Kenya - Winfred Adah Omwakwe Nuova Miss Terra dal 28 maggio 2003 |
| Miss Acqua       | - Jugoslavia - Sladjana Bozovic |
| Miss Fuoco       | - Grecia - Juliana Patricia Drossou |
| Semifinaliste    | - Cile - Nazhla Sofía Abad - Colombia - Diana Patricia Botero - Filippine - April Rose Lim Perez - Finlandia - Elina Hurve - Perù - Claudia Ortiz de Zevallos - Spagna - Cristina Carpintero |

Nota: A differenza che in altri concorsi, in Miss Terra non ci sono finaliste. Invece vengono assegnati i titoli di Miss Aria, Miss Acqua e Miss Fuoco, alle tre concorrenti con il punteggio più alto dopo la vincitrice.

### Riconoscimenti speciali
| Riconoscimento        | Concorrente                            |
| --------------------- | -------------------------------------- |
| Miss Photogenic       | Filippine - April Rose Lim Perez       |
| Best National Costume | Corea del Sud - Lee Jin-ah             |
| Miss Friendship       | Gibilterra - Charlene Gaiviso          |
| Miss Talent           | Bosnia ed Erzegovina - Džejla Glavović |
| Best in Swimsuit      | Colombia - Diana Patricia Botero       |
| Best in Long Gown     | Perù - Claudia Ortiz                   |

### Concorrenti
- Albania Albania - Anjeza Maja
- Argentina Argentina - Mercedes Apuzzo
- Australia Australia - Ineke Candice Leffers
- Barbados Barbados - Ramona Ramjit
- Belgio Belgio - Stéphanie Moreel
- Bolivia Bolivia - Susana Valeria Vaca Díez
- Bosnia ed Erzegovina Bosnia ed Erzegovina - Džejla Glavović
- Canada Canada - Melanie Grace Bennett
- Cile Cile - Nazhla Sofía Abad González
- Cina Cina - Zhang Mei
- Colombia Colombia - Diana Patricia Botero Ibarra
- Corea del Sud Corea del Sud - Lee Jin-ah
- Costa Rica Costa Rica - María del Mar Ruiz Carballo
- Danimarca Danimarca - Julie Kristen Villumsen
- Egitto Egitto - Ines Gohar
- El Salvador El Salvador - Elisa Sandoval Rodríguez
- Estonia Estonia - Merilin Malmet
- Etiopia Etiopia - Nardos Tiluhan Wondemu
- Filippine Filippine - April Rose Lim Perez
- Finlandia Finlandia - Elina Hurve
- Germania Germania - Miriam Thiele
- Ghana Ghana - Beverly Asamoah Jecty'
- Gibilterra Gibilterra - Charlene Gaiviso
- Grecia Grecia - Juliana Patricia Drossou
- Guatemala Guatemala - Florecita de Jesús Cobián Azurdia
- Honduras Honduras - Leslie Paredes Barahona
- India India - Reshmi Ghosh
- Jugoslavia - Sladjana Bozovic
- Kenya Kenya - Winnie Adah Omwakwe
- Kosovo Kosovo - Mirjeta Zeka
- Libano Libano - Raghida Antoun Farah
- Malaysia Malaysia - Pamela Ramachandran
- Messico Messico - Libna Viruega Roldán
- Nepal Nepal - Nira Gautam
- Nicaragua Nicaragua - Yahoska Maria Cerda Urbina
- Nigeria Nigeria - Vanessa Ibiene Ekeke
- Norvegia Norvegia - Linn Naimak Olaisen
- Panama Panama - Carolina Lilibeth Miranda Samudio
- Paraguay Paraguay - Adriana Raquel Baum Ramos
- Perù Perù - Claudia Ortiz de Zevallos Cano
- Polonia Polonia - Agnieszka Portka
- Porto Rico Porto Rico - Deidre Rodríguez
- Regno Unito Regno Unito - Louise Glover
- Rep. Ceca Repubblica Ceca - Apolena Tůmová
- Rep. Dominicana Repubblica Dominicana - Yilda Santana Subervi
- Singapore Singapore - Gayathri Unnijkrishan
- Spagna Spagna - Cristina Carpintero
- Stati Uniti Stati Uniti d'America - Casey Marie Burns
- Svizzera Svizzera - Jade Chang
- Tanzania Tanzania - Tausi Abdalla
- Thailandia Thailandia - Lalita Apaiwong
- Uganda Uganda - Martha Semegura Nambajjwe
- Ungheria Ungheria - Szilvia Toth
- Venezuela Venezuela - Dagmar Catalina Votterl Peláez